# La corte de Faraón (película)
 La corte de Faraón es una película española dirigida por José Luis García Sánchez y protagonizada por Ana Belén y Antonio Banderas. Está basada en números musicales seleccionados de la zarzuela de mismo título.

## Reparto
| Actor                   | Personaje                                |
| ----------------------- | ---------------------------------------- |
| Ana Belén               | Mari Pili / Lota                         |
| Fernando Fernán Gómez   | Roque                                    |
| Antonio Banderas        | Fray José / José en un momento posterior |
| Josema Yuste            | Tarsicio / Putifar                       |
| Agustín González        | Padre Calleja                            |
| Quique Camoiras         | Corcuera / Rey                           |
| Mary Carmen Ramírez     | Fernanda / Reina                         |
| Juan Diego              | Roberto                                  |
| Milagros Martín         | Raquel                                   |
| Guillermo Montesinos    | Antonio / José al principio              |
| Millán Salcedo          | Copero                                   |
| Antonio Gamero          | Ramírez                                  |
| José Luis López Vázquez | Comisario                                |
| María Luisa Ponte       | Patricia                                 |
| Guillermo Marín         | Prior                                    |
| Luis Ciges              | Huete                                    |

## Argumento
Se podría definir como una parodia de la sociedad española en los cuarenta o cincuenta a partir de la zarzuela La corte de Faraón, de 1910, muy popular en España.
La película empieza y acaba con la detención de un grupo de actores aficionados que están representando esta zarzuela y son arrestados por la censura. A partir de este comienzo se retrata cómo empezó todo y por qué ha terminado de esta forma.

## Premios
- Concha de Plata del Festival de San Sebastián (1985).
- Mención Especial para el reparto del Festival de San Sebastián (1985).